# Hinks Dorsum
Hinks Dorsum (también conocido como Rahe Dorsum) es un dorsum en la superficie del asteroide (433) Eros. Se extiende por 18 km en el hemisferio norte, desde el cráter Psyche hasta el cráter Himeros. Esta estructura podría estar en el origen de la forma alargada del asteroide.
Recibe su nombre en honor al astrónomo británico Arthur Robert Hinks (1873-1945), quien en 1910 utilizó Eros para medir el paralaje solar.